# Outlaws – Die wahre Geschichte der Kelly Gang
Outlaws – Die wahre Geschichte der Kelly Gang (Originaltitel True History of the Kelly Gang) ist ein Filmdrama von Justin Kurzel, das im September 2019 im Rahmen des Toronto International Film Festivals seine Premiere feierte und am 28. Februar 2020 in die Kinos im Vereinigten Königreich kam. Die Filmbiografie basiert auf dem Roman Die wahre Geschichte von Ned Kelly und seiner Gang von Peter Carey und erzählt von Australiens berühmtestem Verbrecher Ned Kelly, der gemeinsam mit seiner Gang zahllose Morde beging, um angeblich Widerstand gegen die Kolonialbehörden zu leisten.

## Handlung
Australien im Jahr 1867. Edward „Ned“ Kelly schreibt einen Brief an seinen Sohn, damit dieser keinen schlechten Eindruck von ihm hat, solle er nach seinem Tod etwas anderes über seinen Vater hören. Er will seine wahre Lebensgeschichte erzählen, wie er zu Beginn des Briefes erklärt.
Neds Mutter Ellen habe alles für ihre Kinder getan, für ihren Ältesten Ned, seinen Bruder Danny und die Schwester Kate. Weil ihr Mann nicht für die Familie sorgt, prostituiert sich Ellen, um für das Familieneinkommen zu sorgen. Ned muss die Rolle des Mannes im Hause übernehmen, damit sie etwas zu essen haben. Eines Tages kommt Sergeant O’Neill, der regelmäßig die Dienste von Neds Mutter in Anspruch nimmt, zu ihnen und will den Vater wegen Viehdiebstahls ins Gefängnis stecken. Auch wenn Ned gesteht, er habe die Kuh getötet, um die es geht, wird er mitgenommen und stirbt kurze Zeit später.
Die Mutter findet in Harry Power einen neuen Gönner, der mit Gitarre und Gesang Freude ins Leben der Familie bringt. Ellen schickt Ned mit ihm in den Norden, wo Power Vieh besitzen soll. In Willow Creek angekommen erkennt Ned schnell, dass Power sein Geld nicht mit der Viehzucht verdient, sondern als Straßenräuber. Ned will zurück, doch Power erklärt ihm, seine Mutter habe ihn für 15 Pfund an ihn verkauft. Gemeinsam statten sie Sergeant O’Neill einen Besuch ab. Ned soll ihn töten, schafft es aber nur, ihm ins Bein zu schießen. Power wird verhaftet. Als Ned zu seiner Mutter zurückkommt, nimmt man auch ihn fest.
Nach seiner Entlassung aus dem Gefängnis versucht sich Ned an einem ehrlichen Leben. Er trainiert täglich seinen sehnigen, muskulösen Körper, um bei Zweikämpfen mit Männern aus der Oberschicht einen guten Eindruck zu machen. In dem sanften Joe Byrne hat Ned einen wahren Freund gefunden.
Nachdem Ned zehn Jahre seine Familie nicht mehr gesehen hat, kehrt er zurück. Seine Mutter hat sich mit George King verlobt, der kaum älter ist als Ned und sich als ein großartiger Dieb von Pferden zu erkennen gibt. Auch Neds Bruder Danny scheint eine kriminelle Ader entwickelt zu haben. Als er ihn das erste Mal nach all den Jahren wieder sieht, kehrt er mit gestohlenen Frauenkleidern von dem Anwesen der Robinsons zurück. Ned will diese zurückbringen und trifft dort auf Constable Fitzpatrick, der ihn bei einem Kampf bei einem Gouverneur gesehen hat und gleich wiedererkennt. Fitzpatrick stellt ihm die junge Mary vor. Eigentlich sollen sie sich nur vergnügen, doch Ned entwickelt für die junge Frau, die ein Baby hat, schnell romantische Gefühle. Er stellt Mary seiner Mutter vor.

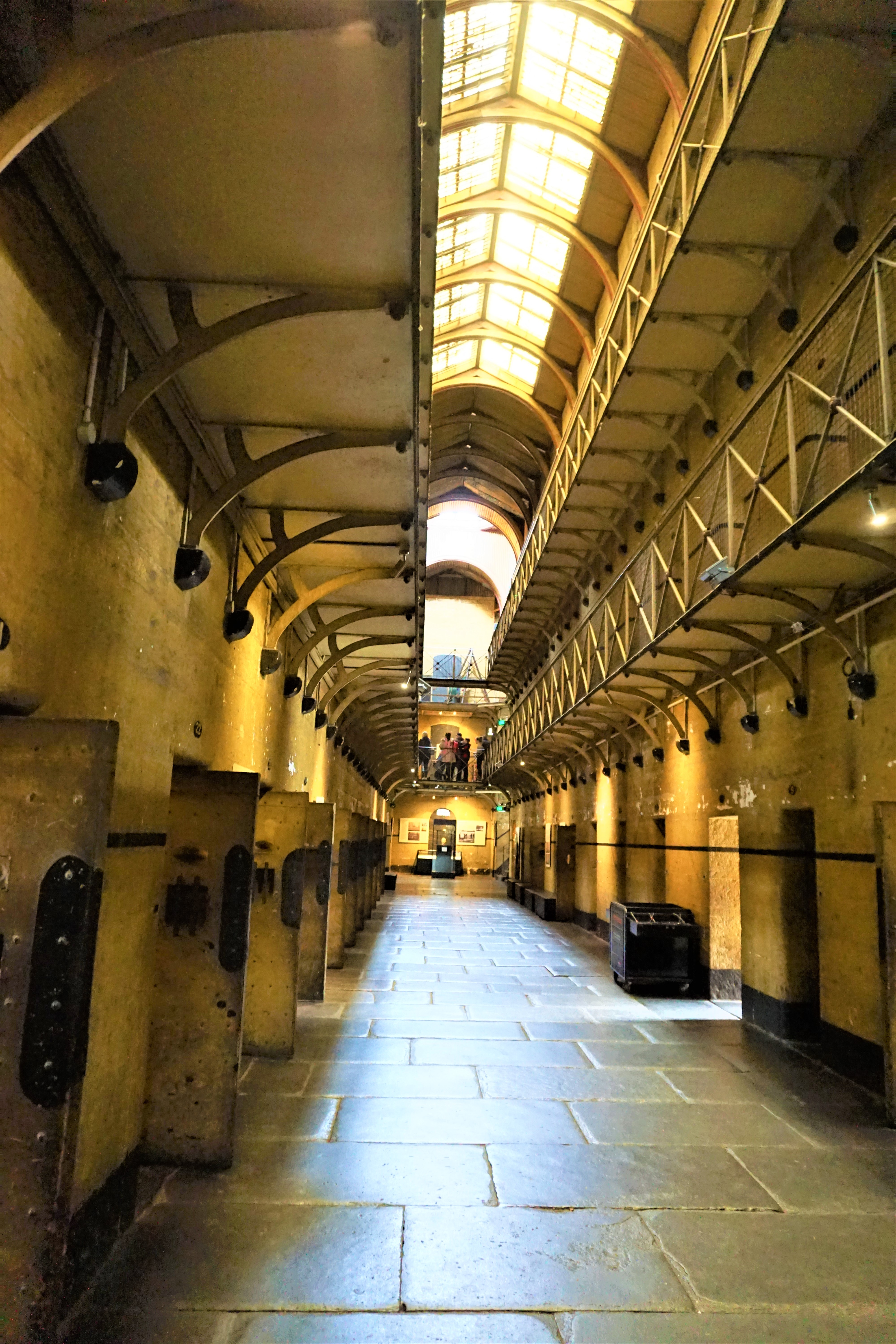
Die Aufnahmen am Ende des Films entstanden im Old Melbourne Gaol

Als Fitzpatrick, der offen seine Gefühle für Neds Schwester Kate gesteht, mit einem Haftbefehl für Danny bei ihnen vorbeikommt, erfährt Ned, dass der Verlobte seiner Mutter der Vater von Marys Kind ist. Die Mutter reagiert aggressiv auf diese Nachricht, und im Handgemenge schießt Ned dem Constable in die Hand. Wieder einmal hat sich Ned straftbar gemacht und verschwindet mit seinen Brüdern und Joe aus der Gegend. Sie gehen nach Willow Creek. Dort klären sie Ned auf, warum sie Frauenkleider tragen. Sie seien Kinder Irlands, und die Briten würden sie darin für irre halten und Angst vor ihnen bekommen.
Diese sind ihnen in den Norden gefolgt. Sie erschießen die Briten in der diesen unbekannten Gegend. Nun sind sie Mörder. Ned begründet die Kelly-Gang und baut eine Armee um sich herum auf. Viele Rekruten schließen sich ihnen an und bekommen bei ihrem Schwur Frauenkleider überreicht. Als erstes plant Ned, seine Mutter aus einem Gefängnis in Melbourne zu befreien, und als Nächstes mit seiner Gang einen Zug zum Entgleisen zu bringen.
Bevor sie den Zug entgleisen lassen wollen, nehmen sie Geiseln. Ned zeigt einer der Geiseln, einem Englischlehrer, was er über sein Leben geschrieben hat. Er lässt den Mann gehen, damit er ihm Bücher holen kann, die seinen Schreibstil verbessern könnten. Die Briten werden von ihm gewarnt, und so stehen bald viele Soldaten/Polizisten vor ihrem Unterschlupf und durchlöchern diesen. Die Geiseln, die den Kugelhagel überleben, lässt Ned gehen. Danny und Joe wurden angeschossen und bleiben drinnen, doch Ned legt seine selbstgebaute Rüstung an und geht hinaus. Einige der Männer kann er töten, doch dann wird er selbst getroffen und verhaftet. Im Gefängnis wird seine Mutter zu ihm in die Zelle gebracht, bevor er
zum Galgen geführt wird.

## Biografisches
Der Film basiert auf dem Roman True History of the Kelly Gang des australischen Schriftstellers Peter Carey, der 2000 von der University of Queensland Press veröffentlicht wurde. In einer deutschen Übersetzung wurde der Roman in einer Übersetzung von Regina Rawlinson und Angela Schumitz unter dem Titel Die wahre Geschichte von Ned Kelly und seiner Gang im Jahr 2002 im Fischer Verlag veröffentlicht. Carey lässt in seinem Roman den australischen Outlaw Ned Kelly selber zu Wort kommen. Dieser ist zwölf Jahre alt, als sein Vater verschwindet. Mit vierzehn kommt er zum ersten Mal mit dem Gesetz in Konflikt. Pferdediebstahl, Sabotage der Gleisarbeiten, Banküberfälle und Schießereien mit der Polizei stehen auf seiner Liste von Straftaten.

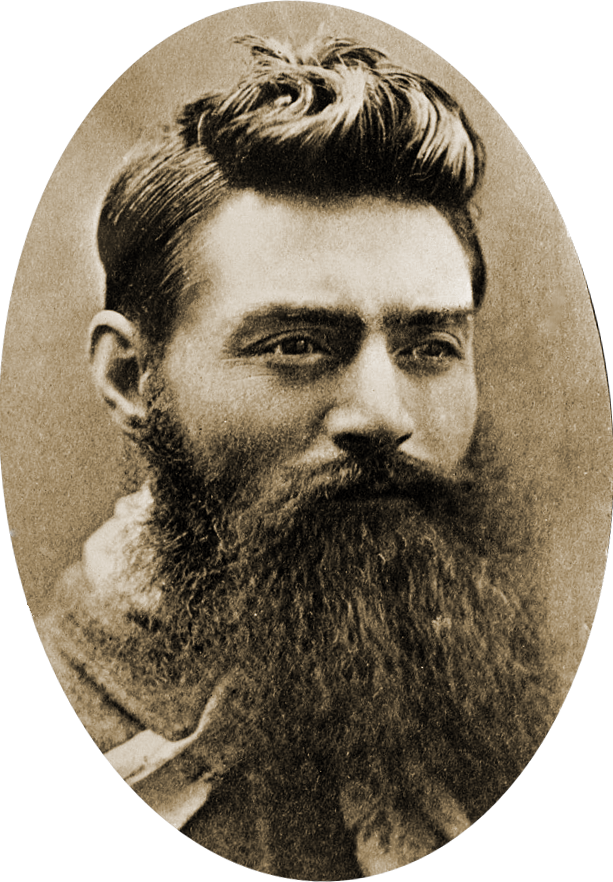
Ned Kelly am Tag vor seiner Hinrichtung

Kelly war ein Nachkomme irischer Katholiken, die Jahrzehnte zuvor als Strafgefangene nach Australien verschifft wurden. Als 14-Jähriger wurde er wegen eines Überfalls auf den chinesischen Schweinezüchter Ah Fook und seiner Komplizenschaft mit dem Straßenräuber Harry Power eingesperrt. Auch in den folgenden Jahren wurde er mehrmals zu Zwangsarbeit verurteilt. Im Februar 1879 überfiel er zwei Banken in Euroa und Jerilderie, dabei nahm er Geiseln, diese wurden aber ausnahmslos verschont. Von dem erbeuteten Geld ließ er eine Rüstung anfertigen, die später sein Markenzeichen wurde. Kelly verfasste einen ausführlichen Brief an die Öffentlichkeit, in dem er seine Aktionen erklärte. Der sogenannte Jerilderie-Brief, in dem Ned Kelly behauptet, die englischen Gesetze würden keine Gerechtigkeit kennen, erwägt die Möglichkeit des Aufstandes, nicht nur in Australien, sondern auch in den Vereinigten Staaten und in Irland, gegen das, was er als grobes Unrecht ansah. Das Gleiche erzählte er auch den Geiseln.
Nach einem Prozess unter dem Vorsitz von Richter Barry wegen Mordes an dem Polizisten Lonigan wurde er zum Tod durch Hängen verurteilt. Die Strafe wurde am 11. November 1880 vollzogen und seine Leiche in ein Massengrab geworfen. Am 20. Januar 2013 ist Ned Kelly 133 Jahre nach seiner Hinrichtung in einem Familiengrab in Greta im Bundesstaat Victoria beigesetzt worden. Das Gebiet Glenrowan in Victoria, wo er mit seiner Familie lebte, ist heute als Kellyland bekannt.

## Produktion
Regie führte Justin Kurzel, das auf Careys Roman basierende Drehbuch schrieb Shaun Grant. Der Film ist in drei Kapitel unterteilt. Nach dem ersten Kapitel („Boy“) erzählt der Mittelteil („Man“) aus Kellys Perspektive. Das letzte Kapitel ist „Monitor“ betitelt.
| Darsteller         | Synchronsprecher  | Rolle                 |
| ------------------ | ----------------- | --------------------- |
| George MacKay      | Jesse Grimm       | Ned Kelly             |
| Nicholas Hoult     | Alexander Merbeth | Constable Fitzpatrick |
| Earl Cave          | Brian Sommer      | Dan Kelly             |
| Essie Davis        | Jennifer Böttcher | Ellen Kelly           |
| Marlon Williams    | Robert Kotulla    | George King           |
| Russell Crowe      | Wolfgang Condrus  | Harry Power           |
| Sean Keenan        | Johannes Semm     | Joe Byrne             |
| Josephine Blazier  | Marnie Aramruck   | Kate Kelly            |
| Thomasin McKenzie  | Elise Eikermann   | Mary Hearn            |
| Claudia Karvan     | Svenja Pages      | Mrs. Shelton          |
| Orlando Schwerdt   | Tom Wiedemann     | Ned Kelly (jung)      |
| Ben Corbett        | Martin Sabel      | Red Kelly             |
| Charlie Hunnam     | Björn Schalla     | Seargeant O‘Neil      |
| Louis Hewison      | Janek Schächter   | Steve Hart            |
| Jacob Collins-Levy | Christian Stark   | Thomas Curnow         |

Im November 2017 wurde die Besetzung mit Russell Crowe, Nicholas Hoult und George MacKay bekannt, der die Titelrolle von Ned Kelly ab dem Mittelteil übernahm. MacKay ist bereits der zweite Brite, der den Australier Ned Kelly spielt. Mick Jagger von den Rolling Stones hat ihn 1970 in Kelly, der Bandit von Tony Richardson porträtiert, während Clarissa Kaye seine Frau spielte. In dem Film Die Geschichte der Kelly-Bande von Charles Tait aus dem Jahr 1906 wurde Kelly von Frank Mills verkörpert.
Die deutsche Synchronisation entstand nach einem Dialogbuch und der Dialogregie von Martin Brücker im Auftrag der DMT Digital Media Technologie GmbH in Hamburg.
Die Dreharbeiten fanden in Australien statt, so im Sommer 2018 in der ländlich geprägten Stadt Wangaratta Rural City in Victoria. Die Aufnahmen am Ende des Films entstanden im Old Melbourne Gaol, einem ehemaligen Gefängnis. Als Kamerafrau fungierte die Australierin Ari Wegner.
Die Filmmusik komponierte Jed Kurzel, der jüngere Bruder des Regisseurs. Der Soundtrack, der insgesamt 19 Musikstücke umfasst, wurde am 10. Januar 2020 von Lakeshore Records als Download veröffentlicht.
Der Film wurde am 11. September 2019 beim Toronto International Film Festival, nach mehreren Pressevorstellungen im Vorfeld, erstmals gezeigt. Im Vorfeld der Premiere sicherte sich IFC Films die Rechte für Nordamerika. Am 28. Februar 2020 soll der Film in die Kinos im Vereinigten Königreich kommen. Der Kinostart in Australien erfolgte bereits am 9. Januar 2020.

## Rezeption

### Altersfreigabe und Kritiken
In den USA erhielt der Film von der MPAA ein R-Rating, was einer Freigabe ab 17 Jahren entspricht. In Deutschland wurde der Film von der FSK ab 16 Jahren freigegeben.
Der Film konnte bislang 80 Prozent der Kritiker bei Rotten Tomatoes überzeugen. Bei Metacritic erhielt der Film einen Metascore von 75 von 100 möglichen Punkten.

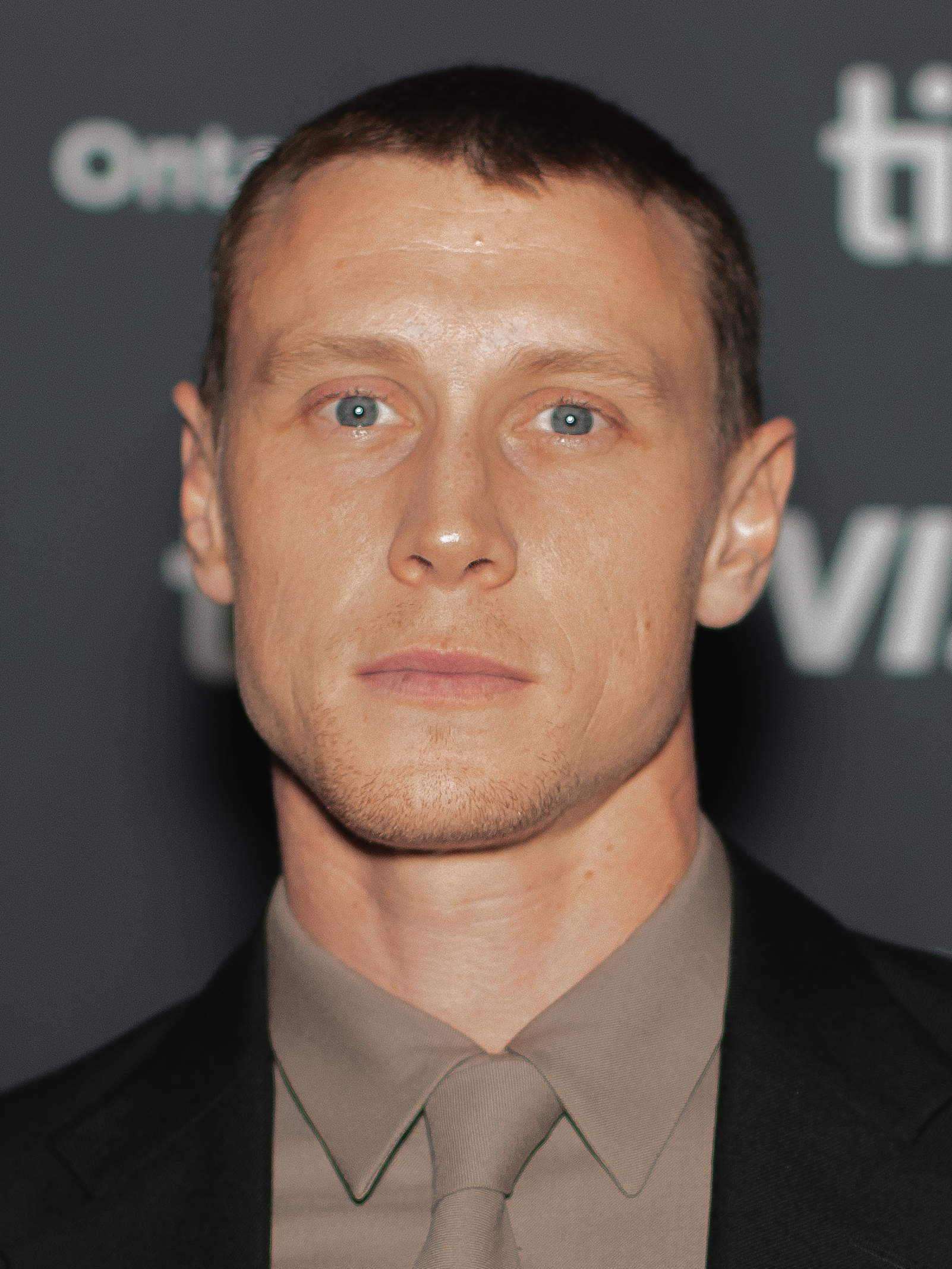
George MacKay spielt in der Titelrolle Ned Kelly

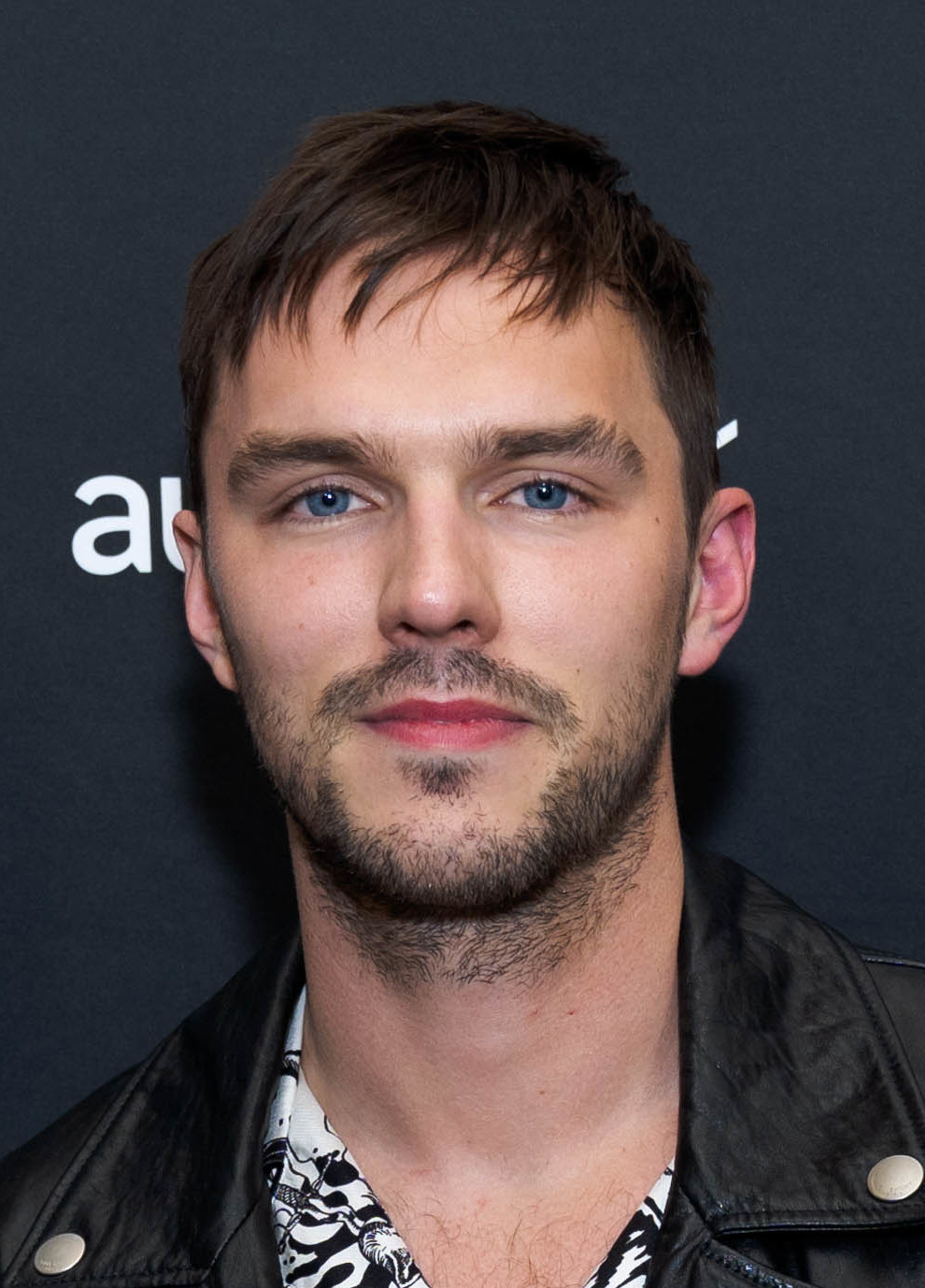
Nicholas Hoult spielt Constable Fitzpatrick

Felicitas Kleiner vom Filmdienst schreibt, vor allem im Showdown zelebriere Justin Kurzel einmal mehr seine ganze Lust an der entfesselten Inszenierung, wie sie schon die Schlachtszenen in seiner Macbeth-Version prägte: „Kellys letztes Gefecht, bei dem er gefangen genommen und später hingerichtet wird, löst sich durch eine Art Stroboskop-Effekt im schieren Wahnsinn auf.“ Zur Szene, in der die Polizisten die Wände der Hütte mit ihren Kugeln durchsieben und grelle Lichteffekte durch die Löcher fallen schreibt Kleiner, diese verwandelten das Geschehen in eine Art irreale Disko des Grauens, in ein makabres Blitzlichtgewitter.
Ryan Lattanzio von IndieWire schreibt, der Ned Kelly, den der Zuschauer in Kurzels Film zu sehen bekomme, sei nicht der, den man kennt. Stattdessen stelle er diesen als einen Punkrock-Dichter mit einem ödipalen Komplex, als Romantiker und sensible Seele und erst letztlich als einen rachsüchtigen Mörder dar. Der Film sei von einer eindringlichen Sinnlichkeit, die offensichtlich homoerotisch ist, so wenn die Mitglieder der Kelly-Bande sich Frauenkleider anziehen, um britische Kolonisten zu terrorisieren, und alle drei männlichen Hauptdarsteller, George MacKay als Ned Kelly, Nicholas Hoult als Constable Fitzpatrick und Charlie Hunnam als Sergeant O’Neill unter anderem in Nacktszenen ihre wie in Stein gemeißelten, muskulösen Körper zeigten.

### Auszeichnungen
AACTA Awards 2020
- Nominierung als Bester Film

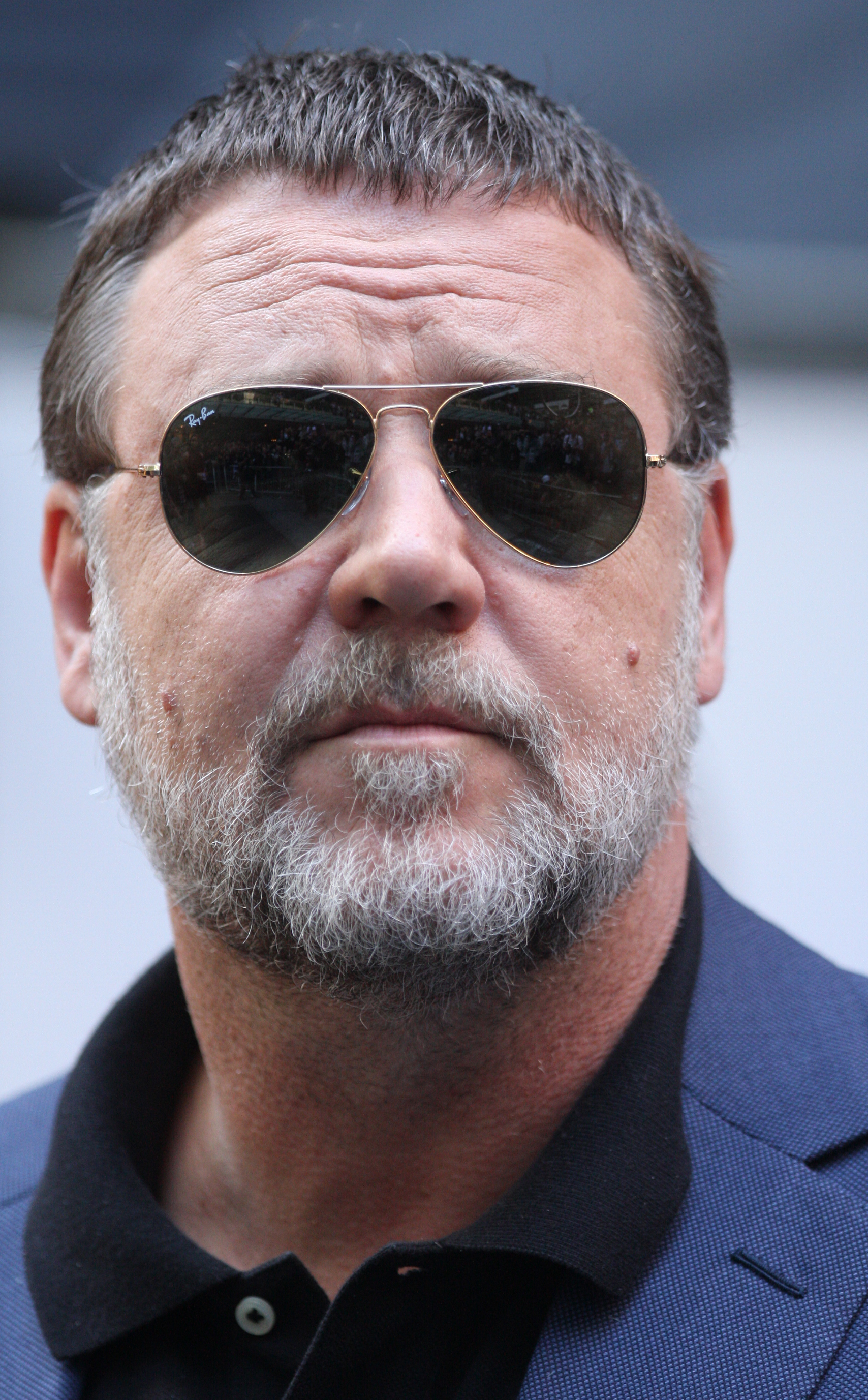
Russell Crowe spielt Harry Power

- Nominierung für die Beste Regie (Justin Kurzel)
- Nominierung für das Beste Drehbuch (Shaun Grant)
- Nominierung als Bester Hauptdarsteller (George MacKay)
- Nominierung als Bester Nebendarsteller (Russell Crowe)
- Nominierung für den Besten Filmschnitt (Nick Fenton)
- Nominierung für den Besten Ton (Frank Lipson, Steve Single, Andrew Neil und Andrew Ramage)
- Nominierung für die Beste Filmmusik (Jed Kurzel)
- Auszeichnung für die Beste Ausstattung (Karen Murphy und Rebecca Cohen)
- Auszeichnung für die Besten Kostüme (Alice Babidge)[16]